# Ha llegado un extraño
Ha llegado un extraño es una novela juvenil publicada en 1975 por la escritora escocesa Mollie Hunter. La trama se despliega alrededor de un joven muchacho llamado Robbie Henderson, hábitante de la isla de Black Ness, en las Shetland donde corren leyendas acerca del Gran Selkie, una foca que pueden tomar forma humana. Aparecen también su familia y el misterioso Finn Learson.
Ha llegado un extraño (en inglés, A Stranger Came Ashore) es una novela juvenil del año 1975 escrita por la autora escocesa Mollie Hunter. Ambientada en las islas Shetland en el norte de Escocia, la trama gira alrededor de un chico llamado Robbie Henderson, su familia y un misterioso extraño llamado Finn Learson. 

## Resumen de la trama
Una noche en Black Ness, los Henderson están sentados al fuego en su casa de piedra escuchando las leyendas que contaba el abuelo de Robbie. 
La leyenda cuenta que una noche como esa llegaría un extraño que seduce a las mujeres con cabello dorado como la hermana de Robbie Henderson. Hay una terrible tormenta en el exterior. Una figura emerge en la puerta, completamente empapada. Se hace llamar Finn Learson, y asegura ser el único superviviente del naufragio del Bergen, que se hundió en el mar en mitad de la tormenta. Los Henderson confían en él y lo ayudan, excepto Robbie, su abuelo, y el novio de Elspeth , que sospechan de él ya que parece poseer extraños poderes como los de las leyendas del abuelo. 
Juntos, solos, pues nadie les cree, se enfrentarán al que piensan que es una encarnación del Gran Selkie.
- Datos: Q4659839